# 解晓岩
解晓岩（1954年3月—），籍贯辽宁，生于黑龙江齐齐哈尔，中华人民共和国政治人物、外交官。

## 生平
1976年，毕业于北京外国语学院英语专业。1978年，进入中华人民共和国外交部工作，先后在驻加拿大大使馆、外交部美洲大洋洲司、驻澳大利亚大使馆任职，后任驻加拿大大使馆参赞兼政治处主任。2000年，任驻澳大利亚大使馆政务参赞。2002年，任外交部政策研究室副主任。2004年，任外交部政策研究司副司长。2005年1月，任外交部驻香港特别行政区特派员公署副特派员。2007年11月，出任中华人民共和国驻伊朗大使。2010年，任外交部政策规划司大使。2011年11月，出任中华人民共和国驻埃塞俄比亚大使兼驻非盟代表。2015年2月，自驻埃塞俄比亚大使离任。2016年3月，出任中国政府叙利亚问题特使。

## 家庭
已婚，育有一子。